# Ex Aequo (association)
Pour les articles homonymes, voir Ex aequo.
Ex Æquo est une association belge de lutte contre le VIH et de promotion de la santé auprès des hommes ayant des relations sexuelles avec des hommes, fondée en 1994 par François Delor et soutenue par la Fédération Wallonie-Bruxelles.